# Музеї Рівненської області

## Рівне
| Назва                                                                   | Місцезнаходження                    | Короткий опис | Зображення |
| ----------------------------------------------------------------------- | ----------------------------------- | --- | ---------- |
| Рівненський обласний краєзнавчий музей                                  | вул. Драгоманова, 19                | Фонди Рівненського обласного краєзнавчого музею становлять близько 140 тисяч експонатів. Постійна експозиція музею виставлена в 23 залах. Музей має відділи історії, фондів, науково-методичної роботи, охорони культурної спадщини, науково-освітньої роботи та «Інститут дослідів Волині». |            |
| Літературний музей Уласа Самчука                                        | вул. Симона Петлюри, 17             | Відкритий 20 лютого 2007 року. |            |
| Музей історії Рівненського заводу високовольтної апаратури              | вул. Біла, 16                       | |            |
| Березнівський краєзнавчий музей                                         | смт. Березне, вул. Київська, 6      | Кількість експонатів основного фонду — близько 5500, допоміжного — близько 5000. Працюють відділи народознавства та історії. |            |
| Володимирецький історичний музей                                        | смт Володимирець, вул. Соборна, 30  | Заснований у 1969. |            |
| Державний історико-культурний заповідник міста Дубно                    | м. Дубно, вул. Замкова, 7а          | |            |
| Дубровицький історико-етнографічний музей                               | м. Дубровиця, вул. Миру, 16         | Заснований у 1977. |            |
| Музей історії с. Висоцьк                                                | с. Висоцьк                          | Заснований у 1956. |            |
| Зарічненський районний краєзнавчий музей                                | смт. Зарічне, вул. Шевченка, 4      | У 2008 році Зарічненському районному краєзнавчому музею було надано грант голови Рівненської обласної державної адміністрації за втілення проекту по збереженню та вивченню декоративних малюнків поліських скринь.                                                                          |            |
| Музей історії партизанського руху на Рівненщині                         | с. Дібрівськ, вул. Фестивальна, 10  | |            |
| Костопільський районний краєзнавчий музей                               | м. Костопіль, вул. Грушевського, 16 | Заснований у 1979 році. |            |
| Корецький районний історичний музей                                     | м. Корець, вул. Київська, 65        | Фонди Корецького районного історичного музею становлять 2 624 одиниці зберігання основного фонду і 3 994 — науково-допоміжного фонду. |            |
| Млинівський краєзнавчий музей                                           | смт. Млинів, вул Петлюри, 19        | |            |
| Острозький краєзнавчий музей                                            | вул. Академічна, 5                  | |            |
| Музей книги та друкарства                                               | вул. Папаніна, 7                    | |            |
| Літературно-меморіальний музей М. Островського                          | с. Вілія                            | |            |
| Радивилівський історичний музей                                         | м. Радивилів, вул. Кременецька, 24  | |            |
| Національний історико-меморіальний заповідник «Поле Берестецької битви» | с. Пляшева                          | Експонує унікальні археологічні знахідки часів Берестецької битви 1651 року. |            |
| Сарненський історико-етнографічний музей                                | м. Сарни, вул. Просвіти, 20         | |            |
| Степанський історичний музей                                            | смт Степань, вул. Шевченка, 50а     | Заснований в 1960. |            |
| Етнопарк «Ладомирія»                                                    | м. Радивилів, вул. Шкільна, 1       | |            |